# La Paști
La Paști este o operă literară scrisă de Ion Luca Caragiale. 